# ルイーズ・ネヴェルソン

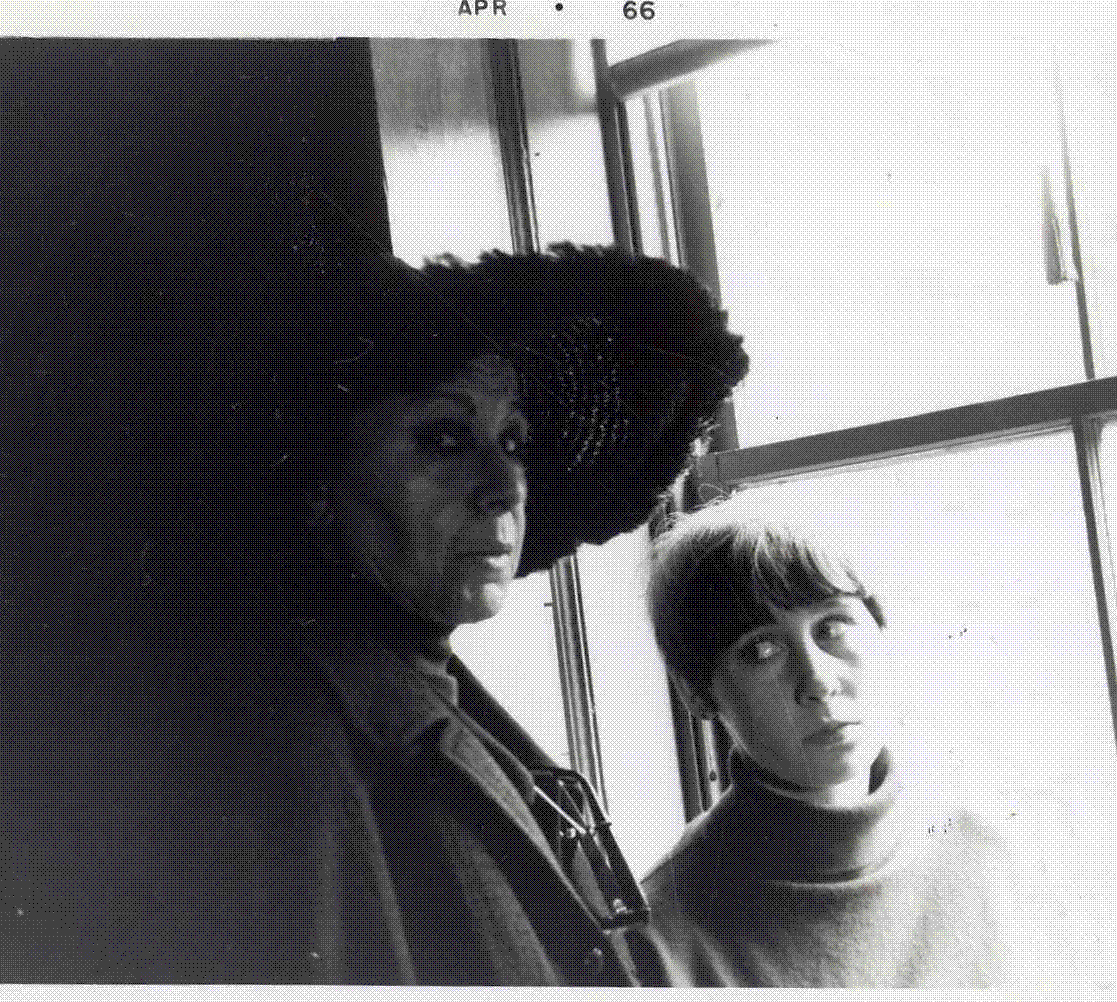
ルイーズ・ネヴェルソン（孫のネイト・ネヴェルソンと共に）

ルイーズ・ネヴェルソン（Louise Berliawsky Nevelson, 1899年9月23日 - 1988年4月17日）は、ウクライナ出身のアメリカ人彫刻家である。本名はレア・ベルリャフスキー（Leah Berliawsky）。「ニーヴェルスン」と表記されることもある。彼女は、日用品の廃材を組み合わせたアサンブラージュ作品で知られている。

## 作品の特長

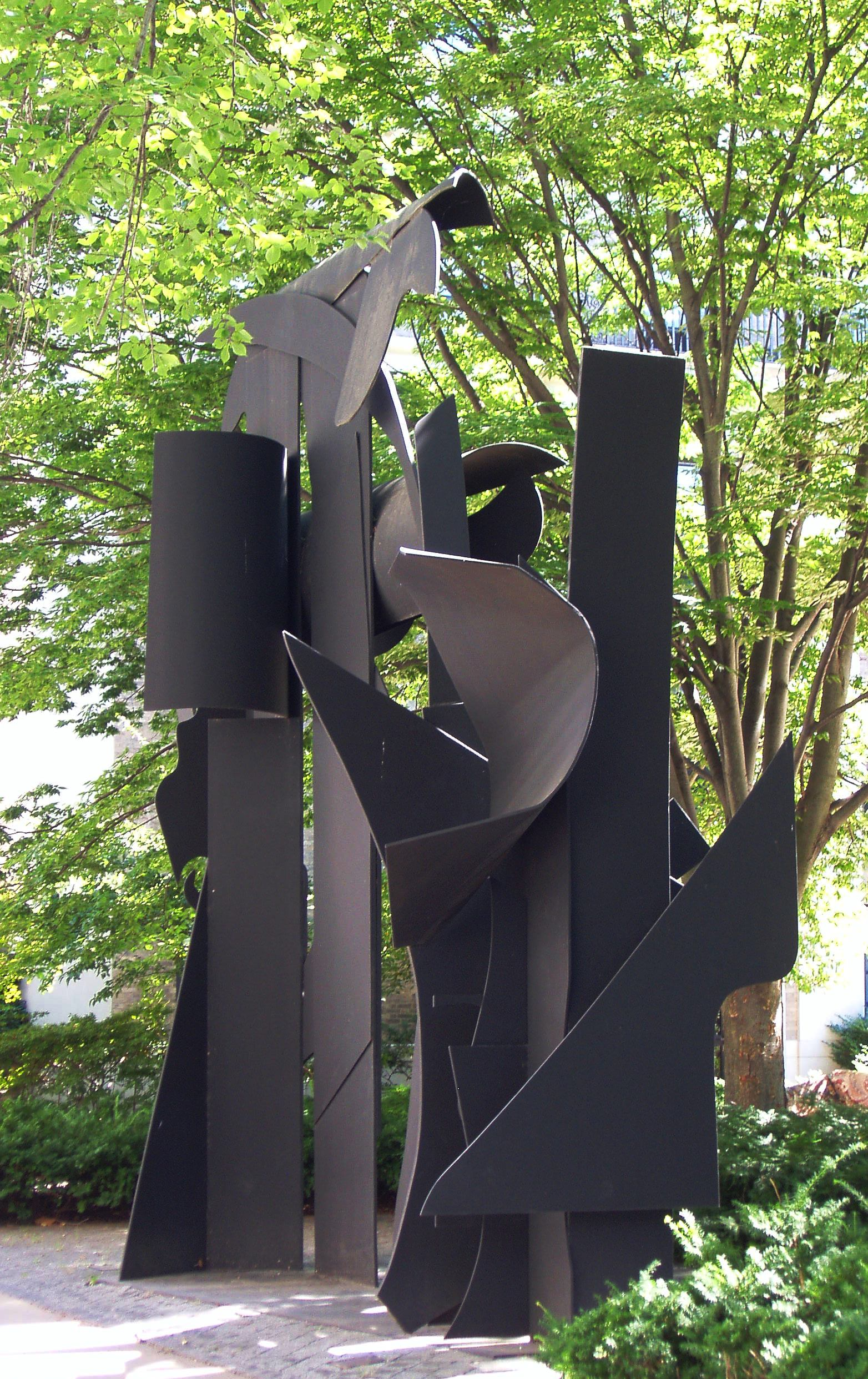
マサチューセッツ工科大学キャンパス内のアートワーク、『透明な水平線（Transparent Horizon）』、1975年制作

ネヴェルソンの作品は、捨てられた家具の部品、椅子の脚、ベッドの枠、野球のバットといった日常的な廃材を収集し、これらを切断し、黒く塗装した後、箱の中にまとめて配置する手法を主としている。これらの廃材は箱の中で影を形成し、相互に作用する視覚効果を生み出す。さらに、完成した黒い箱は、中身が見えるように積み重ねられ、祭壇のように壁に立てかけられることが多い。彼女は自身の作品について、「他の人たちが捨てた物でも、拾ってきて組み合わせると、それらの物が本当の生命を得ることができる—もと使われていた時の生命を超えた、精神的な命を」と述べている。
素材は木材が主であるが、アルミニウムなどの金属片やプラスチックも使用された。作品の多くは漆黒で塗装されているが、中には白色や金色で塗られた作品も存在する。ネヴェルソンは黒を「個人的に一番しっくりくる高貴な色」であり、「純粋で、全ての色を含む全体性を持った色」であると考えていた（東野芳明とのインタビュー、『みずゑ』1975年4月号より）。

## 生涯とキャリア
ネヴェルソンは1899年、現在のウクライナにあたるロシア帝国のキエフで、材木商を営むユダヤ人家庭に生まれた。1905年に家族と共にアメリカのメイン州に移住。幼少期から木材に親しみ、10歳で木を彫り始め、彫刻家を志すようになる。
1920年、裕福な船主チャールズ・ネヴェルソンと結婚し、ニューヨーク市に移り住む。アート・スチューデンツ・リーグに入学し、絵画や声楽、特にダンスを学んだ。しかし、夫は彼女の芸術活動に反対したため、1931年に別居し、1941年に離婚が成立した。別居後、彼女はミュンヘンへ渡り、1933年のナチスの政権掌握までの間、ハンス・ホフマンに師事して絵画を学んだ。
アメリカ帰国後、ニューディール政策の一環である公共事業促進局（WPA）の連邦美術計画に雇用され、美術教師として働く。1937年には、メキシコの画家ディエゴ・リベラがロックフェラーセンターで制作していた壁画制作を手伝った。1940年代以降はシュルレアリスムに影響を受けた絵画やコラージュを制作し、主要な展覧会に出展するなど活動の幅を広げた。

## 芸術的飛躍と評価
ネヴェルソンが最も充実した制作活動を展開し、国際的な名声を得るのは60歳に近づいてからのことである。1957年に最初の「黒い箱」の作品を制作した。この年、クリスマスに木箱に入った酒を贈られた際、彼女はその空箱の仕切りが生み出す影や細胞状の空間の関係性に着想を得て、箱の中を板で仕切る作品を作り始めた。やがて、箱の中に木片や日用品、廃材などの既製品を詰める発想を得る。さらに、彫刻作品としての箱が増え、アトリエを整理する過程で、中身を詰めた側を表にして箱を壁際に積み重ねる作業中に、積み重ねるたびに箱同士の関係性が変化することを発見した。これにより、個々の箱は独立した作品ではなく、より大きな彫刻作品の一部となるべきであるという認識に至ったとされる（アーノルド・グリムシャーの評伝による）。
1958年には、木片や廃材を詰めて黒く塗った箱を数メートルもの高さに積み上げ、横にも広げた作品群を、鑑賞者を取り囲むように暗い部屋の中に設置した展覧会『Moon Garden + One』を開催し、斬新な環境芸術家として一躍脚光を浴びた。これ以降20年以上にわたり、彼女は一貫して黒い箱や廃材が増殖するような作品を制作し続けた。世界各地で展覧会を開催したほか、パブリックアートも多数手がけている。1979年には、ニューヨークのローワー・マンハッタンに、黒く塗装された木材や金属のコラージュを組み上げた野外庭園「ルイーズ・ネヴェルソン・プラザ」が完成した。
ネヴェルソンは、自然からエッセンスを抽出し、それを超越する人間の理性を高く評価し、自身の制作活動や生き方を秩序立ててコントロールした。彼女は強烈な個性と大胆な衣装で展覧会場に現れる一方で、批評家や私利のために近づく者を鋭い言葉で退けることもあった。
1988年、ニューヨークで死去。彼女はアメリカを代表する美術家の一人として、現在も高く評価されている。また、彼女の子孫にも美術家として活躍する者がいる。

## 作品
- "World" - デトロイト美術館
- "en:Erol Beker Chapel of the Good Shepherd", en:St. Peter's Church, Park Avenue, Manhattan
- Sky Cathedral (1958)